# Parantica tityoides
Parantica tityoides là một loài bướm giáp thuộc phân họ Danainae. Đây là loài đặc hữu của Indonesia.